# Self Bank
Self Bank est une banque en ligne espagnole, filiale de Warburg Pincus. Self Bank est la marque commerciale de la société Self Trade Bank, S.A. dont le siège est situé à Madrid.

## Histoire
Le service SelfTrade est créé en 2000. C'est alors un courtier en ligne. La société est rachetée par la banque française Boursorama (groupe Société Générale) en 2003. En 2009, la banque catalane CaixaBank entre au capital de Boursorama et devient actionnaire à 49% de Self Bank.
En juin 2015, CaixaBank annonce la vente de sa participation et Boursorama devient unique actionnaire de Self Bank.
Dans l'optique d'un recentrage des activités de Boursorama en France, la Société générale annonce en juin 2018 la vente de Self Bank, filiale espagnole de Boursorama, au fonds d'investissement américain Warburg Pincus.